# Athlon
Athlon er en x86-arkitektur mikroprocessor fra AMD. Athlon blev sendt på markedet 23. juni 1999.

## Athlon Classic
Athlon CPU'en var en form for milesten, AMD havde valgt at gå helt nye veje. For det første valgte AMD at bruge EV6 som man kender fra Digitals Alpha systemer. Det betød at AMD gik egne vegne for det var første gang de lavede en mikroprocessor som ikke "bare" var en klon af Intels CPU'er.
Athlon er produceret på 0.22 og 0.18 micron teknologien, Athlon har 128 KB L1 cache som er delt, der er altså 64 KB til instruktioner og 64 KB til data. Athlon kører med 512 KB L2 cache, og har også 3DNow. Desuden har Athlon også 3 Parallelle Floating Point enheder som altså kan fødes med data på samme tid (Pentium III har også 3 Floating Point enheder, men de sidder på samme linje og kan altså ikke få data på samme tid). Alt dette betyder altså at man ikke har de samme problemer med dårlige kommatals beregninger som man havde med K6 og K6-2 i forhold til Intel CPU'er. Der er 22 Millioner transistorer i en Athlon CPU, og den skal sidde i AMD's eget Slot A (ikke at forveksle med Intels slot1).

## Athlon Thunderbird
Athlon "Thunderbird" er baseret på den samme kerne som den originale Athlon, men i stedet for 512 KB Off-Die L2 cache har den 256 KB On-Die L2 cache, dette skulle give en væsentlig højere ydelse.

## Athlon XP
Athlon XP er baseret på ”Palomino” kernen, en kerne der retter op på mange af forgængerens svagheder. Blandt de vigtigste forbedringer er en reduktion i strømforbruget på 20 %, og da strømforbruget jo hænger sammen med den varme der produceres, producerer Athlon XP også 20 % mindre varme end forgængeren. Denne reduktion vil dog hurtigt blive slugt, efterhånden som clockfrekvensen bliver forhøjet, og når/hvis Athlon XP når en clockfrekvens på 1733 MHz, vil varmeproduktion og strømforbrug være over en Athlon 1400 MHz.

## Athlon 64
Athlon 64 kan betegnes som en Athlon XP med turbo i form af understøttelse af 64-bit instruktioner, integreret hukommelses-controller, en megabyte L2-cache og understøttelse af SSE2-instruktioner.
Fra AMD's side bliver der selvfølgelig gjort meget ud af, at Athlon 64 er den første 64-bit processor til Windows-kompatible pc'er. Selvom operativsystemet ikke er baseret på 64 bit-teknologien, vil brugerne opleve, at en 64 bit-processor er hurtigere end de traditionelle 32 bit-processorer.